# Art Brut (band)

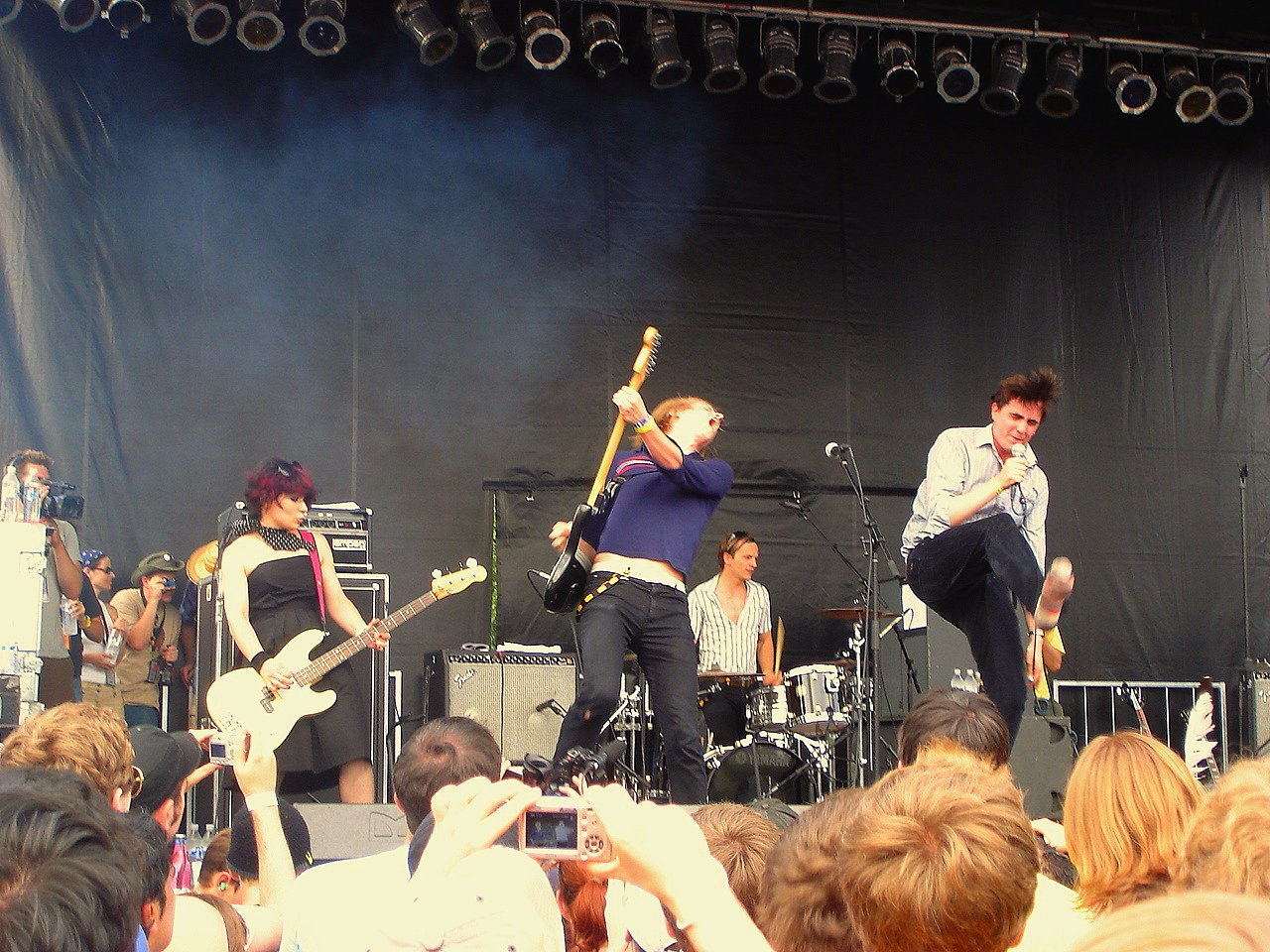
Art Brut op het Pitchfork Festival 2006.

Art Brut is een Engelse indierockband uit Londen.
De band werd opgericht in 2003. Het eerste album, Bang Bang Rock and Roll, kwam uit op 30 mei 2005. Het tweede album, It's a Bit Complicated, op 25 juni 2007.
Art Brut wordt door een aantal bands bewonderd die als een soort franchisenemers optreden. De bandnaam is dan AB plus een getal erachter. Zo bestaan er AB3.14, AB2 en AB17. We Are Scientists treedt af en toe op als AB47. Art Brut speelt trouwens regelmatig samen met We Are Scientists.
Art Brut heeft ook een single in de voetbalspelserie FIFA 08: Direct Hit van het album It's a Bit Complicated.
Na een onderbreking van zeven jaar kwam in november 2018 een nieuw album, Wham! Bang! Pow! Let's Rock Out!, uit en ging de band op tournee door Groot-Brittannië en Europa. 

## Discografie

### Albums
- Bang Bang Rock & Roll (2005)
- It's a Bit Complicated (2007)
- Art Brut vs. Satan (2009)
- Brilliant! Tragic! (2011)
- Wham! Bang! Pow! Let's Rock Out! (2018)

### Live-albums
- Art Brut Live At Schubas 11/15/2005 (2005)

### Singles
- "Formed a Band" (2004)
- "Modern Art/My Little Brother"
- "Emily Kane" (2005)
- "Good Weekend" (2005)
- "Nag Nag Nag Nag" (2006) (Uitgebracht met zeven nummers, waarvan vijf live)
- "Direct Hit" (2007)
- "Pump Up The Volume" (2008) (via download)
- "Alcoholics Unanimous" (2009)
- "DC Comics & Chocolate Milkshake" (2009) (via download)
- "Lost Weekend" (2011)
- "Wham! Bang! Pow! Let's Rock Out!" (2018)
- "Hospital!" (2018)

## Bandleden
- Eddie Argos (zang)
- Ian Catskilkin (leadgitaar, zang)
- Freddy Feedback (basgitaar)
- Jasper Future (gitaar)
- Mikey Breyer (drums)